# Площадь Михаила Загороднего
Площадь Михаила Загоро́днего — площадь в жилом массиве Оболонь в Оболонском районе города Киева.
Расположена в месте соединения проспекта Героев Сталинграда и улицы Маршала Тимошенко.
Сформирована в 1973—1974 годах как безымянная площадь на стыке новопроложенных улиц. Со временем — Новая площадь.
Нынешнее название — в честь Михаила Загороднего (1943—2000), заслуженного строителя Украины, главы правления треста Киевгорстрой-1 — с 30 января 2001 года.

## Транспорт
- Троллейбус 24, 34
- Автобусы 88, 100, 102, 118
- Станция метро «Минская» (0,5 км)